# Aérospatiale AS550/555 Fennec
Pour les articles homonymes, voir Fennec (homonymie).
Les AS550 Fennec et AS555 Fennec 2, initialement conçus, développés et produits par l'entreprise française Aérospatiale, sont des hélicoptères militaires légers et polyvalents, basés sur l'AS350 Écureuil et AS355 Écureuil 2 (bimoteur). Avec le changement de nomenclature d'Airbus Helicopters en 2014, il est renommé H125M.

## Développement
Le 1er janvier 1990, la société Aérospatiale a modifié le système de désignation de ses modèles destinés aux usages militaires. L'AS350 monomoteur est ainsi devenu l'AS550. Cette nomenclature a été conservée en janvier 1990 lors de la création de la firme Eurocopter, formée par la fusion de la division hélicoptère d'Aérospatiale et de la société allemande MBB. L'appareil a alors été rebaptisé Fennec et produit par la nouvelle société.
Dans l'aviation légère de l'armée de terre française, le coût de l'heure de vol est passé de 3 500 € en 2017, à 1 700 € en 2020.

## Versions
- AS550 A2 Fennec : Version monomoteur armée.
- AS550 A3 Fennec : Version monomoteur armée.
- AS550 C2 Fennec : Version monomoteur de lutte antichar.
- AS550 C3 Fennec : Version monomoteur d'attaque et de lutte antichar. Parmi les nombreuses options d'armement citons un canon Giat M621 de calibre 20 mm, des nacelles de mitrailleuses FN Herstal TMP twin de calibre 7,62 mm ou nacelles de 12,7 mm, des conteneurs de roquettes Thomson-Brandt 68.12 (12 roquettes de 68 mm) ou Forges de Zeebrugge (en) (7 roquettes de 70 mm), le système antichar ESCO HeliTOW[2].
- AS550 M2 Fennec : Version navale monomoteur, non armée.
- AS550 S2 Fennec : Version navale monomoteur, armée.
- AS550 U2 Fennec : Version monomoteur utilitaire (ex-AS.350L2).
- AS550 U3 Fennec : Version monomoteur utilitaire.
- AS555 AN Fennec : Version bimoteur armée, pouvant recevoir un canon de calibre 20 mm Giat M621, un système de tir T-100 et des missiles air-air Mistral, mais aussi des roquettes en conteneur (Voir AS.550C3).
- AS555 MN Fennec : Version navale bimoteur de surveillance et d’observation, non armée avec radar Telephonics RDR-1500B monté sous la pointe avant.
- AS555 SN Fennec : Version navale bimoteur de recherche et de lutte ASM équipée d’un radar Telephonics RDR-1500B monté sous la pointe avant, mais emportant aussi une torpille légère, ou un système Over-The-Horizon Targeting (OTHT)
- AS555 UN Fennec : L'ALAT a commandé 18 exemplaires de cet appareil utilitaire bimoteur pouvant aussi assurer les missions d'entrainement au vol IFR.

## Utilisateurs
- Algérie : Force de la sureté nationale et la gendarmerie algérienne.
- Argentine : Une dizaine de Fennec devraient remplacer les SA316 B Alouette III de la Première escadrille Aéronavale stationnée à la BA Comandante Espora de Bahia Blanca.
- Brésil : 4 AS550 destinées aux Forces armées brésiliennes.
- Colombie : Plusieurs AS555 pour la marine colombienne.
- Danemark : 12 AS550 C2 Fennec ont été livrés en 1990/91 à la compagnie d’hélicoptères antichars de l’armée danoise, stationnée à Vandel.
- Émirats arabes unis : 6 AS555 C3 Fennec destinés à remplacer en 2005 les précédents appareils.
- France : Les 17 AS555 Fennec de l'ALAT qu'elle perçoit à partir de janvier 1990[3] sont affectés à la 6e escadrille d'hélicoptères de manœuvre de l’École d’Application du Luc, utilisés pour l'entraînement et les missions de liaison[4]. L'armée de l'Air qui a reçu ses engins entre février 1988 et mars 1994[5] dispose quant à elle de 40 AS555 en 2018[6] (41 fin 2012)[7]. 60 appareils sont disponibles au total fin 2013 avec une moyenne d'âge de 22 ans[8].
- Malaisie : 6 AS550 SN Fennec ont été commandés le 13 avril 2001 par la Marine pour remplacer les Westland Wasp HAS.1 et assurer la formation des pilotes des Super Lynx.
- Mexique : 4 AS555 AF Fennec livrés en 1992 à la marine mexicaine.
- Singapour : 10 AS550 C2 ont été livrés au 123 Sqdn Red Hawk et 10 AS555 U2 au 124 Sqdn Flaming Arrow.
- Pakistan :  Plusieurs AS550 de l'armée pakistanaise.
- Ouzbékistan :  10 Fennecs achetés en 2013 au Pakistan.
- Qatar : 16 exemplaires commandés en 2018 auprès d'Airbus Helicopters[9].
- Maroc : 12 exemplaires commandés en juillet 2022 auprès d'Airbus Helicopters. Huit exemplaires livrés en novembre 2023.

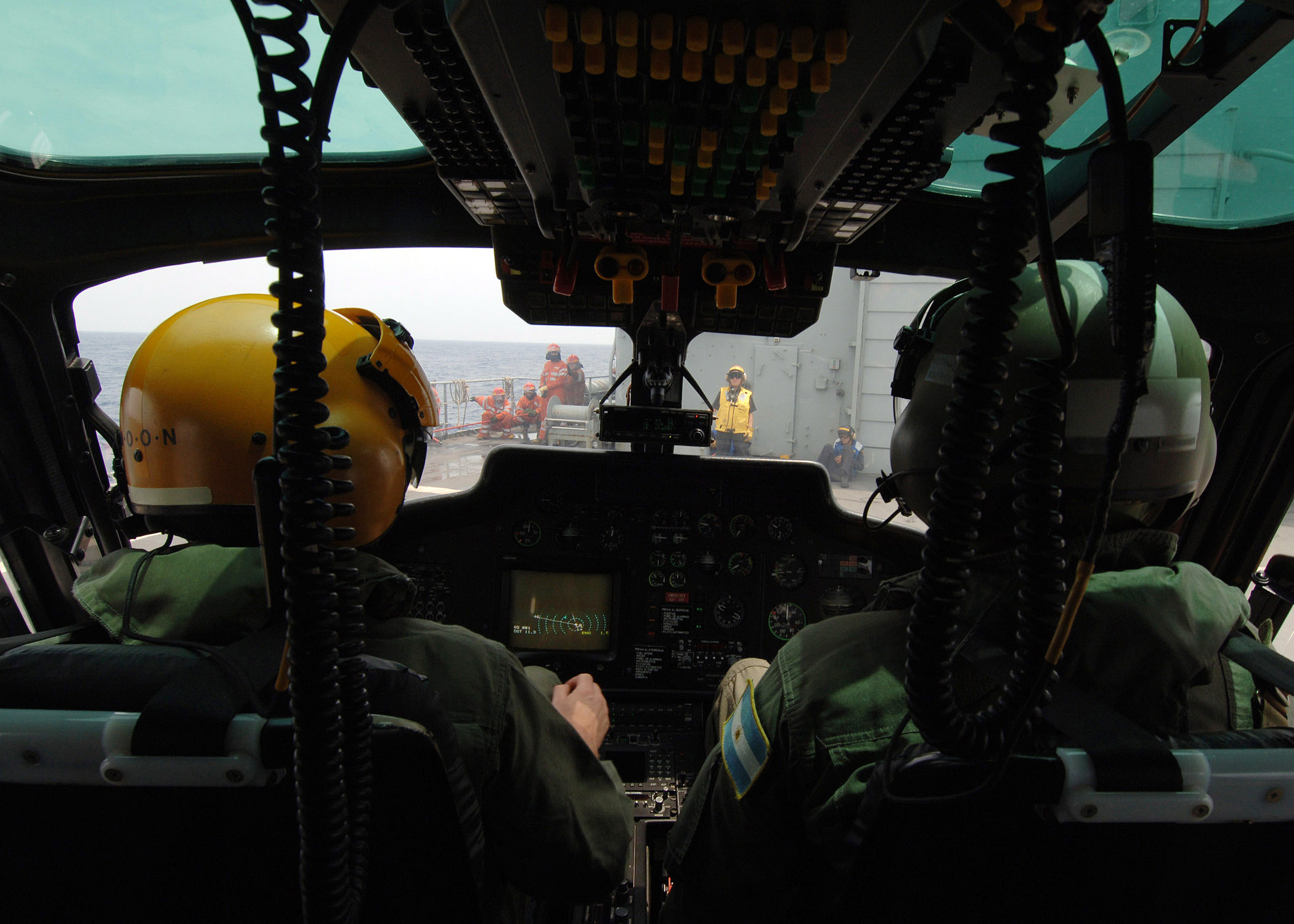
Le cockpit d'un AS 555.
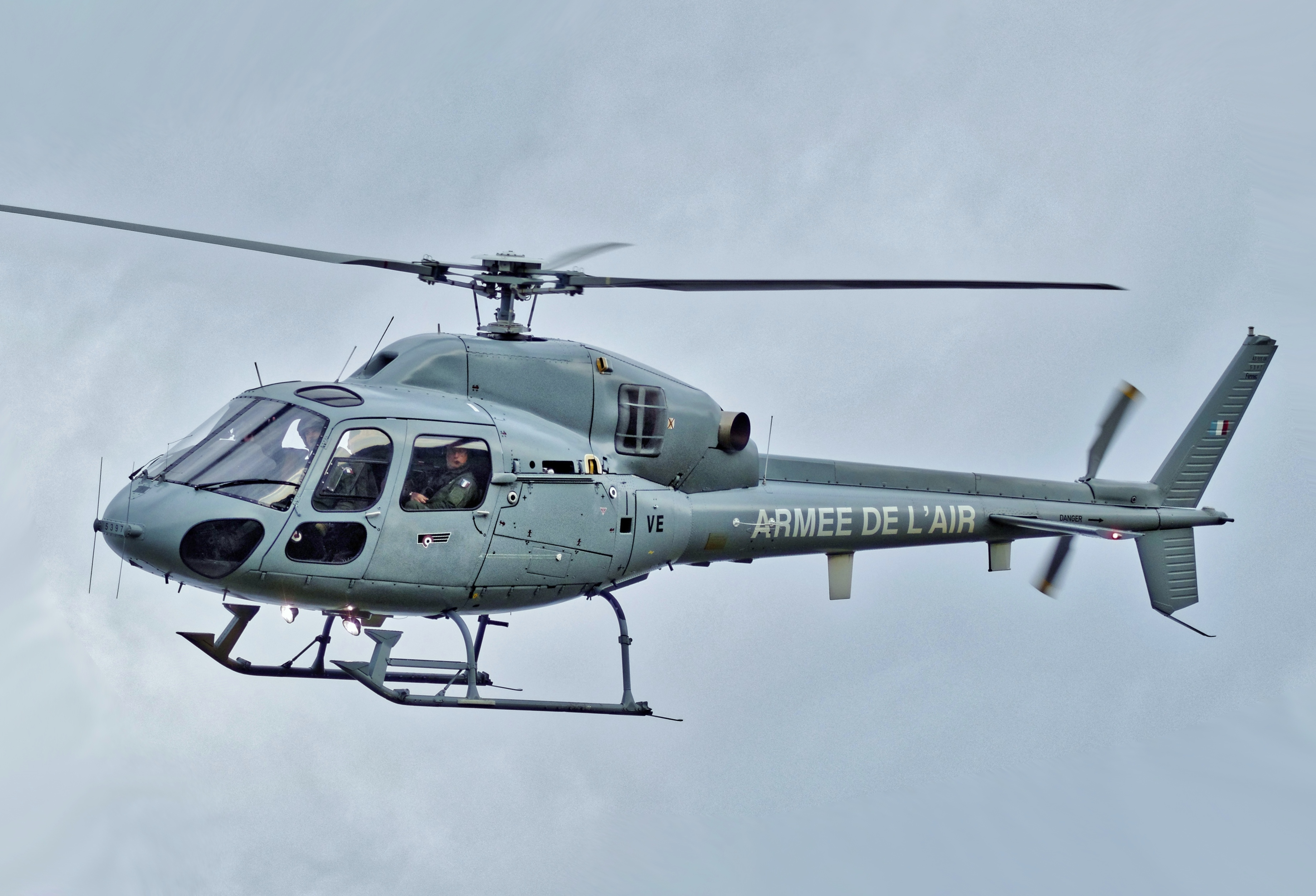
Un Fennec de l'Armée de l'air française.
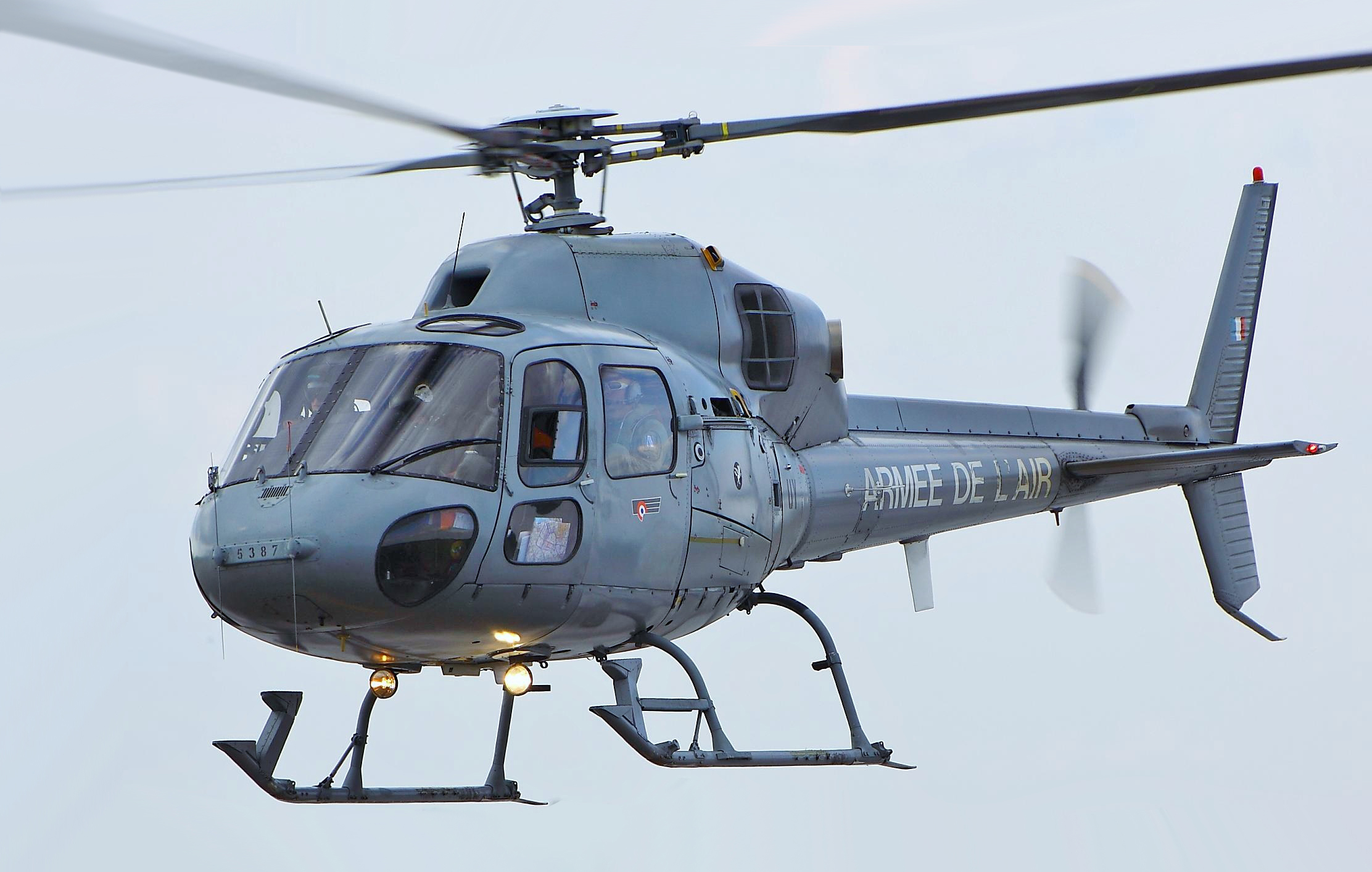
Un AS555 de Armée de l'air française.
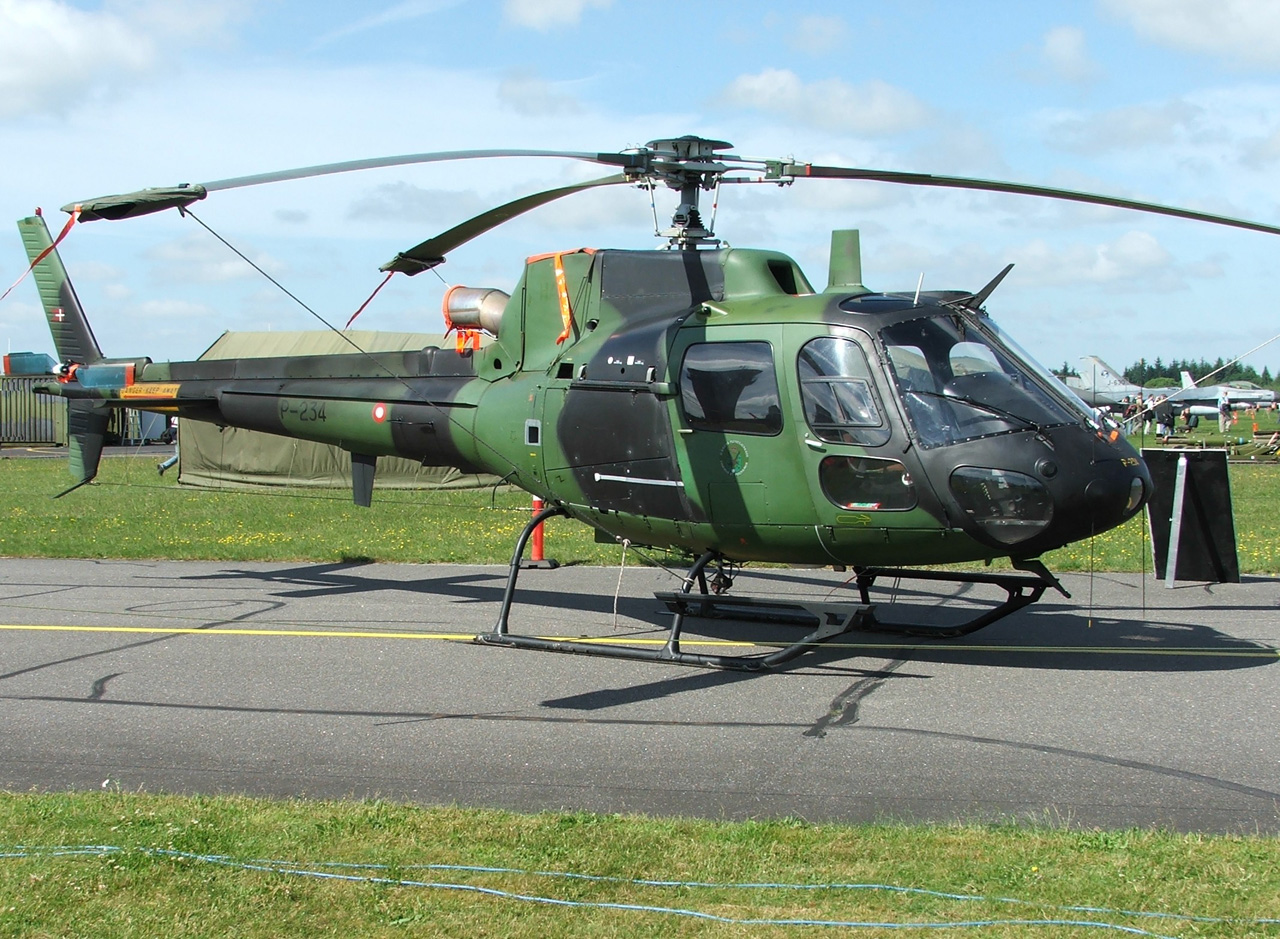
Un AS550 C2 Fennec de l'Armée de l'air royale danoise.
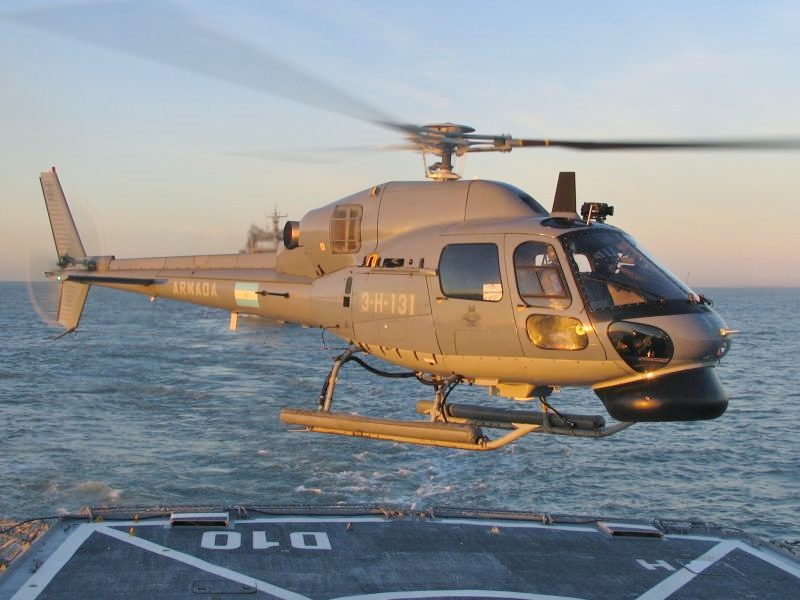
Un AS555 SN Fennec 2 de la marine argentine.
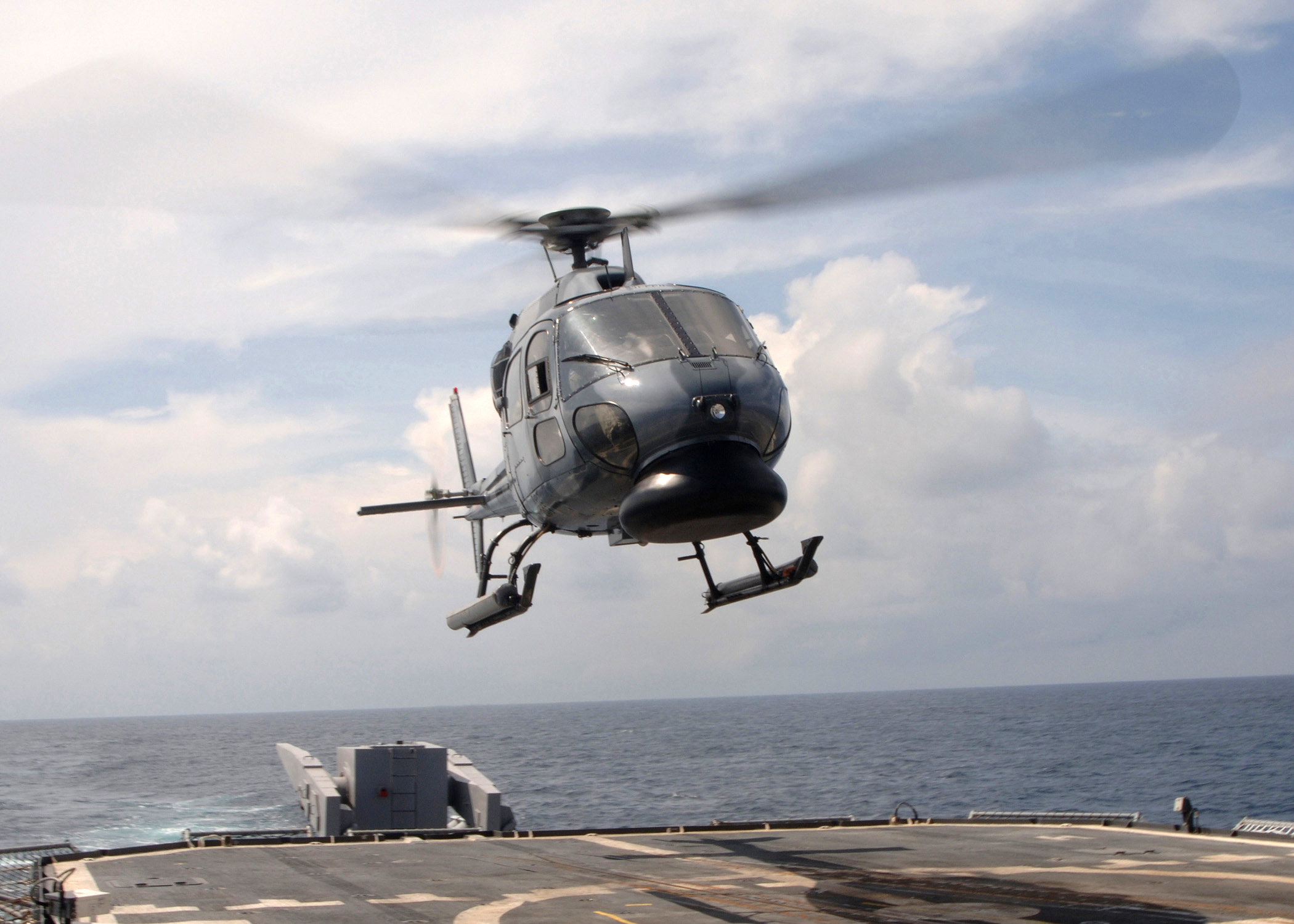
AS555 Fennec de la marine colombienne.
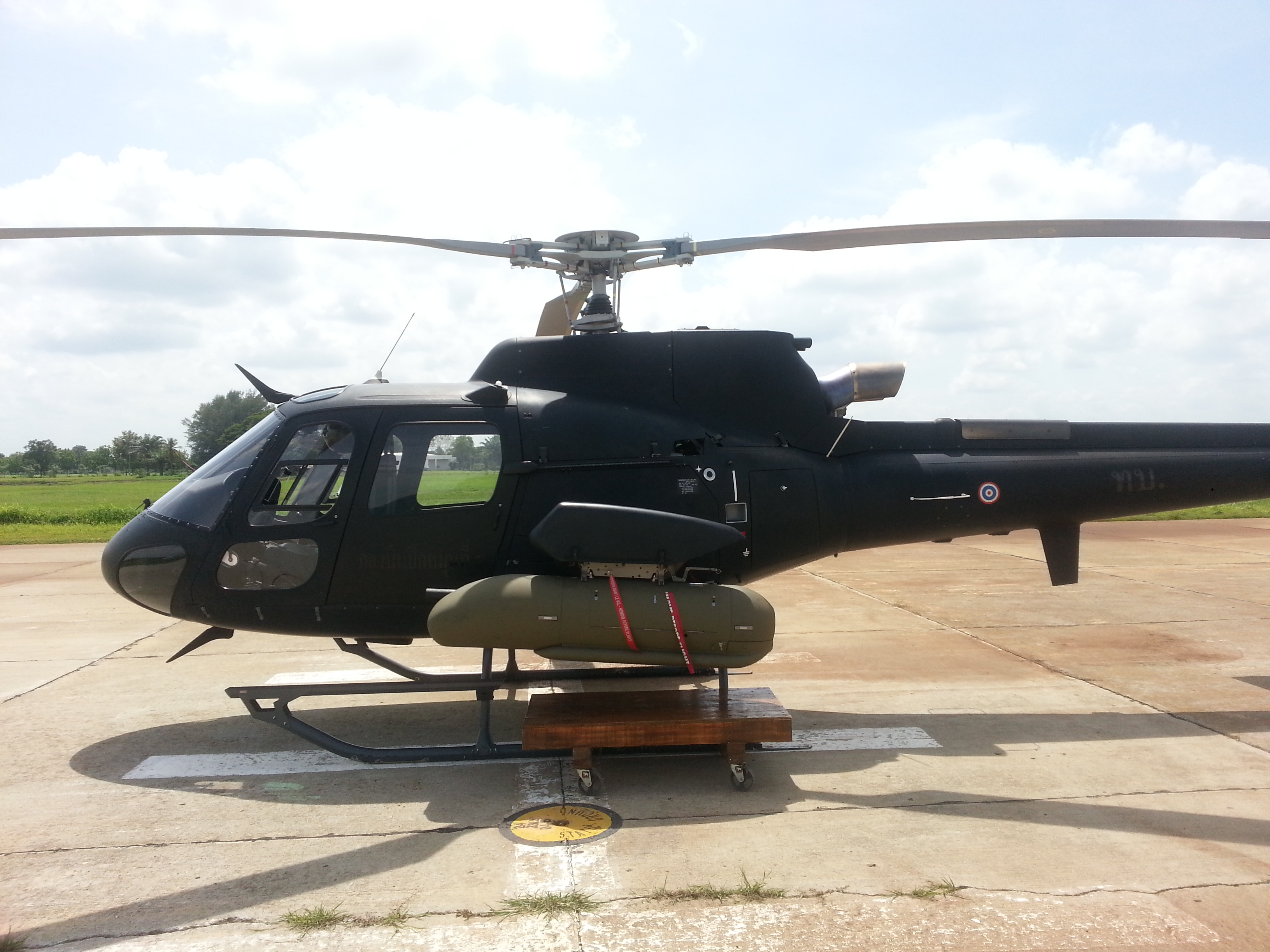
Un AS550 de l'armée royale thaïlandaise, armé d'un POD HMP.50".